# Chiesa della Natività di Maria Vergine (Corniglio)
La chiesa della Natività di Maria Vergine è un luogo di culto cattolico dalle forme neoclassiche, situato in via Monsignor Guido Maria Conforti 16 a Vestana, frazione di Corniglio, in provincia e diocesi di Parma; è sede di una parrocchia compresa nella zona pastorale della Montagna.

## Storia
L'oratorio originario, dipendente dalla pieve di Corniglio, fu edificato verso la fine del XV secolo.
La chiesa fu eretta a sede parrocchiale autonoma il 15 ottobre 1662.
Tra il 1739 e il 1746 il piccolo tempio fu profondamente trasformato per volere del parroco Paolo Zanspalla, che l'anno seguente fece infine costruire il campanile.
Nel 1954 la chiesa fu sottoposta a lavori di ristrutturazione, che comportarono anche il rifacimento delle pavimentazioni interne.

## Descrizione
La chiesa si sviluppa su un impianto a navata unica affiancata da due cappelle per lato, con ingresso a sud-ovest e presbiterio a nord-est.
La simmetrica facciata, interamente intonacata come il resto dell'edificio, è scandita verticalmente in cinque parti da quattro lesene; nel mezzo è collocato l'ampio portale d'ingresso, sormontato da un architrave in rilievo e da una bifora ad arco a tutto sesto; a coronamento dei tre corpi centrali si staglia un frontone triangolare, mentre le due estremità più basse, corrispondenti alle cappelle, presentano un andamento planimetrico convesso.
I fianchi presentano piccole aperture; al termine del lato sinistro si erge in continuità con la sagrestia il campanile, con cella campanaria affacciata sulle quattro fronti attraverso ampie monofore a tutto sesto; in sommità, oltre il cornicione si eleva nel mezzo una guglia piramidale.
All'interno la navata, coperta da due volte a vela, è scandita in due campate da paraste doriche, a sostegno del cornicione perimetrale in aggetto; le cappelle si affacciano sull'aula attraverso ampie arcate ribassate.
Il presbiterio, lievemente sopraelevato, è preceduto dall'arco trionfale, retto da paraste doriche; l'ambiente, coperto da una volta a botte lunettata, ospita nel mezzo l'altare maggiore metallico a mensa, aggiunto intorno al 1970.
La chiesa conserva alcune opere di pregio, tra cui due cornici in legno dorato, acquistate poco dopo la metà del XVIII secolo da due oratori di Parma, e un olio raffigurante la Trinità.